# Frank Irons
Pour les articles homonymes, voir Irons.
Francis "Frank" Cleveland Irons (né le 23 mars 1886 à Des Moines (Iowa) et décédé le 19 juin 1942 à Palatine (Illinois)), est un athlète américain spécialisé dans le saut en longueur. Il a participé aux Jeux olympiques de 1908 à Londres et aux Jeux olympiques de 1912 à Stockholm.
En 1908, il obtient la médaille d'or du saut en longueur avec élan avec 7,48 m et finit 8e au saut en hauteur sans élan, 6e au saut en longueur sans élan et 16e au triple saut.
Lors de sa participation aux Jeux olympiques de 1912, il finit 9e au saut en longueur avec élan avec une performance de 6,80 m.